# Vaux-sur-Vienne
Vaux-sur-Vienne è un comune francese di 606 abitanti (2007) situato nel dipartimento della Vienne nella regione della Nuova Aquitania.

## Società

### Evoluzione demografica
Abitanti censiti